# Хан, Ник
Николас Хан (англ. Nicholas Khan) — американский топ-менеджер и бывший агент знаменитостей. Он занимает пост президента WWE и входит в совет директоров TKO.

## Ранняя жизнь
Хан родился в семье иммигрантов из Ирана, которые переехали в США. Он родился и жил в Лас-Вегасе вместе с родителями и сестрой Нахначкой Хан.
В 1993 году он работал билетёром на WrestleMania IX. Своим любимым рестлером он называет Железного Шейха.
В 2000 году Хан был участником шоу «Колесо фортуны». Он выиграл 16 500 долларов и потратил призовые деньги, чтобы сдать экзамен на адвоката в юридической школе Уиттиера, который он успешно сдал, и в течение семи лет работал адвокатом.

## Карьера

### ICM и CAA (2006—2020)
В конце 2005 года Хан перешёл в Broder Webb Chervin Silbermann, где возглавил подразделение спорта и новостей. Он оставался с ними до их слияния с ICM. В апреле 2012 года Deadline эксклюзивно сообщил, что Хан хочет перейти в CAA, куда он приведёт своих клиентов, включая Кита Олбермана, Нэнси Грейс, Ханну Сторм, Джона Андерсона, Джима Лэмпли, Джейлена Роуза, Макса Келлермана и Фредди Роуча.
В 2012 году он присоединился к Creative Artists Agency, где стал соруководителем телевизионного отдела. В то время он представлял интересы таких известных клиентов, как спортивные телеведущие Колин Коухерд и Майк Гринберг. В 2013 году, представляя интересы Тима Тибоу после его ухода из New England Patriots, Хан получил внезапный звонок от топ-менеджера WWE Пола Левека с вопросом о возможности получить Тибоу для работы в матче с Биг Шоу на шоу WrestleMania XXX. Хотя эти планы так и не получили развития, они продолжали общаться. В 2019 году он вёл переговоры с NBCUniversal по поводу телевизионных прав WWE.

### WWE (c 2020)
В августе 2020 года было объявлено, что Хан покинет пост соруководителя телевизионного отдела CAA, и будет подчиняться Винсу Макмэну, заняв новую должность президента и директора по доходам WWE после ухода сопрезидентов Джорджа Барриоса и Мишель Уилсон.
15 июня 2022 года газета The Wall Street Journal сообщила, что в отношении Макмэна ведётся расследование по делу об утаивании денег в размере $3 млн. Через месяц, 20 июля 2022 года, Макмэн объявил о своей отставке, в результате чего Хан и председатель правления Стефани Макмэн были назначены со-генеральным директорами. В январе 2023 года, через неделю после того, как Макмэн объявил о своём возвращении на пост председателя, Стефани ушла с этой должности, оставив Хана единственным генеральным директором.
3 апреля 2023 года WWE заключила сделку с Endeavor Group Holdings, Inc. о слиянии с материнской компанией UFC, Zuffa, для создания нового медиаконгломерата, известного как TKO Group Holdings. Слияние было завершено 12 сентября 2023 года, когда сотрудники Endeavor, UFC и WWE прозвонили в колокол на Нью-Йоркской фондовой бирже, чтобы отметить начало продаж акций TKO. В результате слияния Хан был вновь назначен президентом WWE, получив место в совете директоров TKO.

## Награды и достижения
- Variety
  - Почётный Variety500 (2021)[17]
  - Почётный Variety500 (2022)[17]
- Wrestling Observer Newsletter
  - Промоутер года (2023)[18]